# Dnyepermelléki-hátság
A Dnyepermelléki-hátság (ukránul: Придніпровська височина, Pridnyiprovszka viszocsina) Ukrajna Zsitomiri, Kijevi, Cserkaszi, Kirovohradi és Dnyipropetrovszki területét lefedő hátság a Dnyeper és a Déli-Bug folyók között. Határai északon a Polisszjai-alföld, keleten a Dnyepermelléki-alföld, délen a Fekete-tengermelléki-alföld, nyugaton pedig a Volhíniai- és a Podóliai-hátság. 323 méter a legmagasabb pontja, egyébként átlagmagassága 170 és 240 méter között változik. Jellemzőek rá az aszóvölgyek és a szárazerek. Maradványhegyek is találhatóak a felszínén, például a Kanyivi-hegyek vagy a Mosnohorai-hátság, melyek a dnyeperi eljegesedés szélén keletkeztek. A hátság területén vasérc- és mangánlelőhelyek vannak.